# Hans Salfischberger

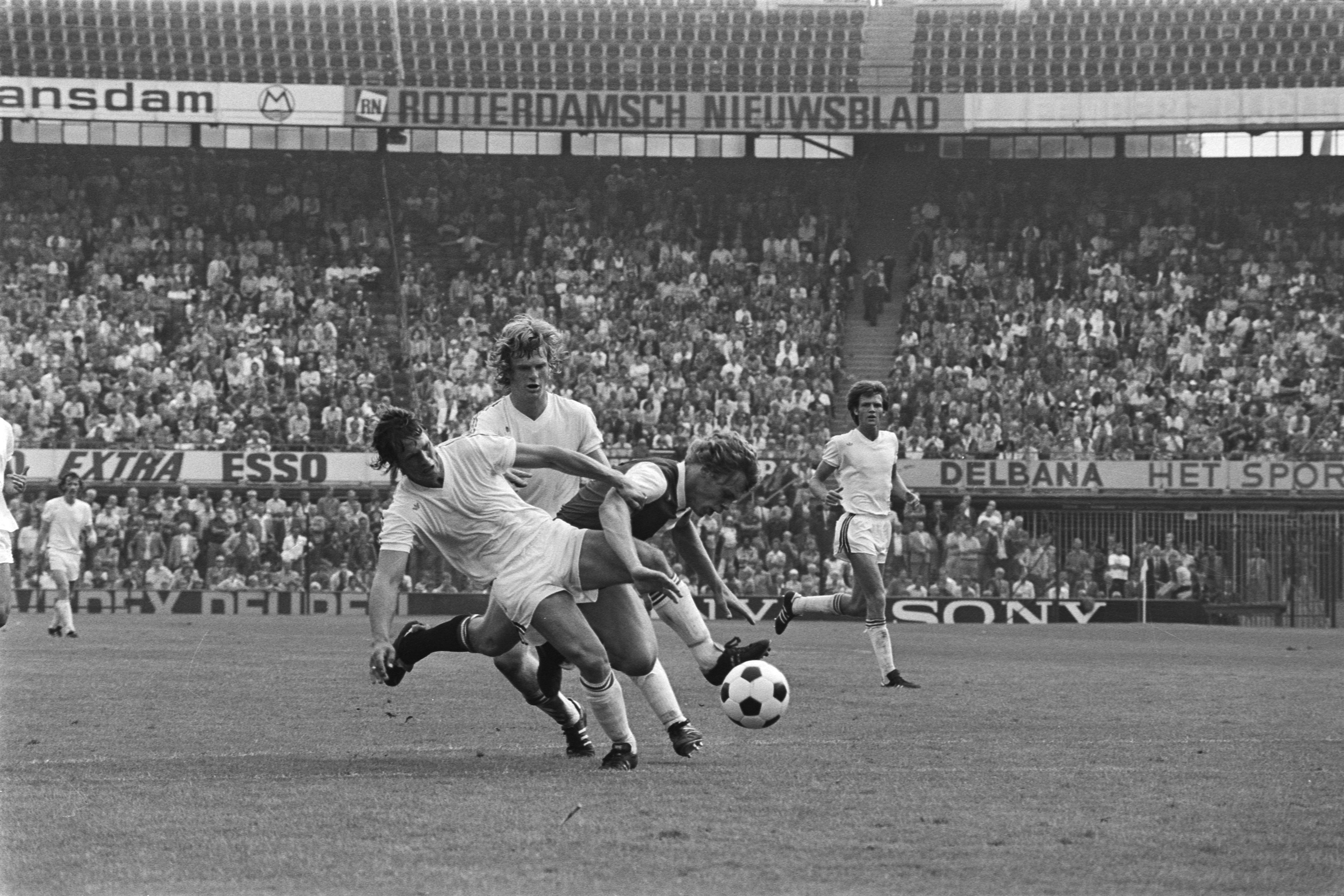
Nico Jansen in de tang tussen Dwight Lodeweges (midden) en Salfischberger (links) (1976)

Hans Salfischberger (Den Bosch, 8 april 1953) is een voormalige profvoetballer uit Nederland. Hij speelde voornamelijk op het middenveld.
In de jeugd speelde hij voor RKVV Wilhelmina. In het seizoen 1972-1973 debuteert Salfischberger in het betaalde voetbal voor FC Den Bosch, waarmee hij aan het eind van dat seizoen degradeert naar de eerste divisie. In 1974 maakt hij de overstap naar Sparta. Weer twee jaar later vertrekt hij naar Go Ahead Eagles. In het seizoen 1977-1978 wordt hij een half jaar verhuurd aan eerstedivisionist De Graafschap. In 1980 verruilt Salfischberger de Deventenaren voor N.E.C., waar hij twee seizoenen actief blijft. Hierna vertrekt Salfischberger voor één jaar naar South China AA in Hongkong om in 1984 nog even kortstondig uit te komen voor FC Volendam waar hij zijn loopbaan als profvoetballer beëindigt.